# Kuhwischgraben
Der Kuhwischgraben ist ein Meliorationsgraben und orographisch linker Zufluss der Nieplitz auf der Gemarkung der Stadt Beelitz im Landkreis Potsdam-Mittelmark in Brandenburg.

## Verlauf
Der Graben beginnt nördlich des Stadtzentrums von Beelitz und entwässert dort landwirtschaftlich genutzte Flächen. Er verläuft auf einer Länge von rund einem Kilometer in östlicher Richtung und unterquert die Bundesstraße 2, die in diesem Bereich von Norden kommend in südlicher Richtung verläuft. Östlich dieser Straße verläuft er weiterhin auf einer Länge von rund 2,7 km in östlicher Richtung und entwässert die dort befindlichen Windmühlenwiesen, die nach der südlich stehenden Bockwindmühle Beelitz benannt sind. Er passiert südlich den Beelitzer Ortsteil Schlunkendorf. Dort fließt von Norden der Zollbrückengraben zu. Anschließend schwenkt er in südsüdöstlicher Richtung, unterquert die Bundesstraße 246 und verläuft vorzugsweise in südöstlicher Richtung parallel zur Nieplitz. Südlich des Beelitzer Ortsteils Zauchwitz unterquert er die Landstraße 73 und entwässert schließlich nach rund 720 m in die Nieplitz.